# X-Men: Mutant Academy 2
X-Men: Mutant Academy 2 — компьютерная игра в жанре файтинг. Главными героями являются Люди Икс. Игра создавалась для PS1. Релиз игры состоялся в 2001-м году. Является сиквелом игры X-Men: Mutant Academy.

## Геймплей
Трёхмерный файтинг.
Каждый герой обладает уникальными движениями и ударами, которые зависят от его суперспособностей.
В игре есть 4 режима: «Аркада», «Против» (два игрока сражаются друг против друга), «Выживание» и «Академия» (режим обучения).

## Персонажи

### Люди Икс
- Феникс
- Гамбит
- Росомаха
- Зверь
- Циклоп
- Шельма
- Шторм
- Хавок
- Фордж[англ.]
- Псайлок
- Ночной Змей
- Профессор Икс

### Злодеи
- Магнето
- Саблезубый
- Мистик
- Жаба
- Джаггернаут

### Другие
- Человек-паук

## Отзывы и критика
| Сводный рейтинг    | Сводный рейтинг |
| Агрегатор          | Оценка          |
| ------------------ | --------------- |
| GameRankings       | 71,92 %         |
| Metacritic         | 72/100          |
| Иноязычные издания |                 |
| Издание            | Оценка          |
| Game Informer      | 8,25/10         |
| GamePro            | [ 4 ]           |
| GameRevolution     | C+              |
| GameSpot           | 8,4/10          |
| GameSpy            | 73 %            |
| GameZone           | 7,5/10          |
| IGN                | 8,3/10          |

Игра получила преимущественно положительные отзывы.